# Marlon Brando
Marlon Brando (Omaha, 3. travnja 1924. – Los Angeles, 1. srpnja 2004.), američki glumac, dvostruki dobitnik Oscara i jedan od najutjecajnijih glumaca dvadesetog stoljeća. Brando je najpoznatiji po svojim ulogama u filmovima Tramvaj zvan čežnja i Na dokovima New Yorka koje je režirao Elia Kazan početkom pedesetih te svojim izvedbama u Kumu, kao Vito Corleone, i Apokalipsi danas, kao pukovnik Walter E. Kurtz.
Brando je bio i aktivist za građanska prava i član Indijanskog pokreta. Američki filmski institut proglasio ga je četvrtom najvećom muškom filmskom zvijezdom svih vremena.

## Rani život
Brando je rođen u obitelji Marlona Branda starijeg (1895. – 1965.) i Dorothy Pennebaker Brando (1897. – 1954.) u Omahi, Nebraska. 1935. Kad je imao 11 godina, roditelji su mu se razveli. Njegova majka ubrzo je preuzela skrbništvo nad troje djece (Marlonom, Jocelyn (1919. – 2005.) i Frances Brando (1922. – 1944.)) da žive s njezinom majkom u Santa Ani, Kalifornija, sve do 1937., kad su se roditelji pomirili i preselili u Libertyville, Illinois, selo koje se nalazilo sjeverozapadno od Chicaga. Obitelj je imala nizozemske, irske, njemačke i engleske korijene. Iako je Brando tvrdio da mu je djed bio Francuz, Eugene Brandeaux (to je potvrdilo i nekoliko njegovih biografa), bilo je to netočno. Njegovi djed i baka bili su zapravo Eugene Brando i Marie Holloway, koja je napustila muža i dijete kad je Brandov otac imao samo pet godina. Obitelj Brando dugo je živjela u državi New York, a naziv obitelji pisao se Brandow, a povezivana je s njemačkim imigrantom Johanom Wilhelmom Brandauom koji je u Ameriku došao početkom 18. stoljeća. Brandova majka bila je prijazna i talentirana žena, iako se borila s alkoholizmom, te je svako malo izbivala iz kuće u Brandovom djetinjstvu. Radila je u lokalnom kazalištu i pomogla mladom Henryju Fondi da počne svoju glumačku karijeru te privukla sinovu pozornost na kazalište. Njegov otac, Marlon stariji, bio je nadareni fotograf amater. Brandova baka s majčine strane, Bessie Gahan Pennebaker Meyers, s kojojm je Brando možda bio bliži nego s majkom, bila je također nekonvencionalna. Kako je kao mlada ostala udovica, radila je kao tajnica da bi se uzdržavala, kasnije kao liječnica u kršćanskoj dobrotvornoj organizaciji, a bila je dobro poznata u Omahi. Njezin otac, Myles Gahan, bio je liječnik iz Irske, a njezna majka Julia Watts bila je iz Engleske. Brando je od malih nogu bio vješt imitator te je vrlo rano razvio vještinu oponašanja ljudi koji su ga okruživali. Njegova starija sestra, Jocelyn Brando, međutim, prva je pošla u glumačku karijeru, otišavši u New York kako bi studirala na Američkoj akademiji dramskih umjetnosti. Poslije se pojavila na Broadwayu, u filmovima i na televiziji. Njegova druga sestra Frannie napustila je koledž u Kaliforniji kako bi studirala u New Yorku. Marlon je slijedio njihov primjer.
Brando je imao burno djetinjstvo. Ponavljao je razred u srednjoj školi, a kasnije je i izbačen. U 16. godini poslan je u vojnu školu Shattuck u Faribault, Minnesota, koju je prije pohađao i njegov otac. U Shattucku se istaknuo u kazalištu te se općenito dobro snašao u školi. Na zadnjoj godini, 1943., prošao je s uvjetnom kaznom zbog drskosti prema nadređenom časniku tijekom manevara. Dio te uvjetne kazne bilo je ograničeno kretanje u granicama škole. Kad se pokušao iskrasti u grad, uhvaćen je i izbačen iz škole. Kolege su mu pružili podršku jer su smatrali da je kazna prestroga. Sljedeće godine je pozvan da se vrati, ali je odlučio ne završiti školu.
Otac mu je sredio posao kopanja kanala u gradu preko ljeta. Ali odlučio je slijediti svoje sestre u New York. Jedna sestra pokušavala je postati slikarica, a druga se već pojavila na Broadwayu. Posjetio je sestru Frances u New Yorku na Božić 1942. te mu se svidio grad. Otac mu je pružio šestomjesečnu financijsku potporu, a nakon toga ponudio se da mu pronađe posao u trgovini. Brando je napustio Illinois i otišao u New York, gdje je studirao u više glumačkih škola. Na New School's Dramatic Workshop podučavala ga je Stella Adler, s kojom je svladao tehniku Stanislavski System.

## Karijera

### Rani radovi
Brando je koristio svoje glumačke vještine u svojim prvim ljetnim ulogama u Sayvilleu, New York na Long Islandu. Izbačen je s popisa glumaca u glumačkoj školi u Sayvilleu zbog ponašanja, ali je otkriven u manjoj predstavi i ubrzo je nastupio na Broadwayu 1944. Kritičari su ga proglasili najperspektivnijim glumcem na Broadwayu za ulogu rastrojenog vojnog veterana u predstavi Truckline Cafe, iako je predstava komercijalno podbacila. Status zvijezde zaslužio je ulogom Stanleyja Kowalskog u drami Tennesseeja Williamsa Tramvaj zvan čežnja 1947., koju je režirao Elia Kazan. Brando je htio ulogu pa se odvezao na audiciju do Provincetowna u državi Massachusetts, gdje je Williams provodio ljeto. Williams je poslije rekao da je odmah znao komu će dati ulogu čim je vidio Branda. Brandov nastup označio je revoluciju u glumačkoj tehnici i postavio temelje za američki model glumačke metodičnosti. Takav način glume nikad prije nije bio viđen.
Kasnije je pozvan u studio Warner Bros. na audiciju za film Buntovnik bez razloga, za koji je kasnije angažiran James Dean. Probno snimanje može se pronaći na DVD izdanju Tramvaja zvan čežnja iz 2006.
Brandov prvi nastup na filmu bio je u ulozi veterana paraplegičara u filmu Ljudi 1950. Kako bi se pripremio za ulogu, Brando je proveo mjesec dana u krevetu u veteranskoj bolnici.

### Uspon na vrh
Još jači dojam ostavio je sljedeće godine kad se opet pojavio u ulozi Stanleyja Kowalskog, ali ovaj puta u filmskoj adaptaciji Tramvaja zvan čežnja. Za tu ulogu nominiran je za Oscara u kategoriji najboljeg glumca, a nominacije su se nastavile i sljedeće tri godine za uloge u filmovima Viva Zapata! 1952., Julije Cezar 1953. (u kojem je glumio Marka Antonija), i Na dokovima New Yorka 1954. Ovih prvih pet Brandovih monumentalnih uloga postavilo je nove standarde, ne samo za druge glumce, nego i za samog Branda.
1953. je nastupio i u predstavi Leeja Falka Arms and the Man. Falk je bio ponosan da može reći ljudima kako je Marlon Brando odbio ponudu s Broadwaya u visini od 10 tisuća dolara tjedno, kako bi nastupio u Falkovoj predstavi u Bostonu. Tu je bio plaćen manje od 500 dolara na tjedan. Bio je to njegov zadnji nastup u kazalištu.
Brando je postao heroj mlađe generacije nakon uloge Johnnyja Strablera, buntovnog motociklista, u filmu Divljak. Stvorio je imidž buntovnika za nadolazeću rock and roll eru. Mnogi rock and roll glazbenici kao što su Elvis Presley imitirali su Brandov imidž i ponašanje. Elvis je također kopirao Brandovu ulogu Johnnyja dok je glumio Vincea u filmu iz 1957., Jailhouse Rock. Brandova eksplozivna pojava isijavala je sirovu seksualnost što je u kina privlačilo žensku publiku svih godina. Šefovi kina prisjećali su se kako su na rasprodanim matinejama djeca trčala gore-dolje po dvorani imitirajući zvuk motora dok su im majke sjedile zapanjene.
Marlon Brando bio je heroj i u očima Jamesa Deana, koji je rekao da mu je on idol te da ga kopira kao glumca i osobu. Brando je u svojoj autobiografiji Songs My Mother Taught Me tvrdio, kad ga je Elia Kazan upoznao s Jamesom Deanom na setu filma Istočno od Raja, "On je bio nervozan kad me upoznao te mi dao do znanja da ne samo imitira moju glumu nego i vjeruje kako je to moj stil života". Rekao je kako uči svirati conga bubnjeve i voziti motocikl, a bilo je jasno da pokušava unaprijediti svoj rad". U svojoj je knjizi još napisao da, "Kad sada gledam, shvaćam da nije neobično za ljude da posuđuju nečije obrasce sve dok ne pronađu svoje, što je Jimmy u to vrijeme radio."
William Best, poznati scenarist u to vrijeme, rekao je da je Brandova gluma "teška kao olovo", dok je Deanova "živahna i razigrana".
Redatelj Nick Ray čak je preuzeo prikaz bande iz filma Divljak i prenio ga u svoj film, Buntovnik bez razloga te na taj način istaknuo Brandov utjecaj na mlade.
Buntovnička kultura, koja je uključivala motocikle, kožne jakne, jeans i općenito buntovničko ponašanje, koja je inspirirala generacije buntovnika, razvila se zahvaljujući filmu Divljak te Brandovoj jedinstvenoj ličnosti i karakteru. Prodaja motocikala i opreme vezane za njih, kožnih jakni, jeansa, čizama i majica naglo je porasla diljem zemlje. Film je ostavio sličan dojam na prekomorsku publiku, dok su lokalni religijski autoriteti jadikovali o utjecaju filma na mlade.
Pod Kazanovom redateljskom palicom i talentiranim ansamblom glumaca oko sebe, Brando je konačno dobio Oscara za ulogu Terryja Malloya u filmu Na dokovima New Yorka. U puno puta citiranoj sceni u taksiju ("Mogao sam biti netko i nešto") Kazan je tvrdio da je samo stavio Roda Steigera i Branda u stražnji dio taksija i pustio kameru da snima bez ikakvih uputa, a da su dva glumca u cijelosti improvizirali razgovor. Brandu se nije svidjela originalna scena napisana u scenariju. U njoj Charlie (Steiger) gura pištolj u bratova rebra i kaže mu da se odluči prije no što stignu u 'River Street 437', ali Brando je to smatrao nerealističnim. Rekao je Kazanu kako ne može vjerovati da bi čovjek to mogao reći bratu te da publika neće vjerovati da bi ovaj tip, koji je bio blizak s bratom cijeli život i za kojeg je se brinuo trideset godina, potegnuo pištolj u njegova rebra i prijetio da će ga ubiti. Jednostavno nije bilo vjerodostojno.
Na kraju su ponavljali scenu nekoliko puta, ali Brando je uporno ponavljao, 'Jednostavno nije u redu, Gadg (Kazanov nadimak), stvarno nije u redu.' Kazan je konačno rekao, 'Dobro, krilati.' Nakon toga su Brando i Steiger potpuno improvizirali scenu koja je tako potpuno promijenjena. Kazanu se svidjela pa ju je ostavio.
Brando je poslije trijumfa nastavio glumiti u raznolikim filmovima: u filmu Momci i cure glumio je Skya Mastersona te morao i pjevati; u filmu Čajanka na mjesečini nastupio je u ulozi japanskog prevoditelja za američku vojsku u Japanu nakon rata; u filmu Sayonara glumio je američkog pilota, a u Mladim lavovima nacističkog časnika. Iako je za ulogu u Sayonari zaradio nominaciju za Oscara, njegova gluma izgubila je krajem pedesetih energiju i pravac.
U šezdesetima Brando je nastupio u filmovima kao što su Pobuna na brodu Bounty (1962.); Jednooki Jack (1961.), vesternu koji je jedini film koji je Brando i režirao; Odsjaj u zlatnom oku (1967.), u kojemu je portretirao homoseksualnog vojnog časnika koji zatomljava svoju tajnu; i Burn! (1969.), kojeg je Brando isticao kao svog favorita, iako je film bio komercijalni debakl. Brando je krajem desetljeća gotovo potonuo u zaborav zahvaljujući svojoj tvrdokornoj reputaciji i nastupima u preskupim ili pak marginalnim filmovima.

### Kum
Uloga Vita Corleonea u Kumu 1972. označila je prekretnicu u srednjoj fazi njegove karijere. Redatelj Francis Ford Coppola nagovorio je Branda na testno snimanje (upotrijebio je vatu kako bi simulirao napuhnute obraze). Coppola je bio oduševljen Brandovim nastupom u ulozi šefa mafijaške obitelji, ali se morao boriti sa studijom da angažira temperamentnog Branda, čiji su reputacija i zahtjevi postali legendarni. Međutim, studio je htio dati ulogu Dannyju Thomasu. Thomas je imao dobar osjećaj pa je odbio ulogu i potaknuo studio da angažira Branda te tako stao iza Coppole i ostalih koji su svjedočili testnom snimanju. Brando je bio upravo senzacionalan, pogotovo u sceni sastanka mafijaških rivala, koja je proglašena kao jedan od najvećih trenutaka u fimskoj povijesti. Brando je osvojio Oscara za svoju izvedbu, ali je odbio primiti nagradu te tako postao drugi glumac u povijesti koji je odbio Oscara za najboljeg glavnog glumca (prvi je bio George C. Scott za Pattona). Brando je bojkotirao svečanu dodjelu, ostavljajući manje poznatoj glumici Sacheen Littlefeather da objasni njegove razloge. Ti razlozi ležali su u njegovim prigovorima o prikazivanju Indijanaca u Hollywoodu i na televiziji.
Glumac je nakon toga pružio jednu od svojih najboljih izvedbi u filmu Bernarda Bertoluccija, Posljednji tango u Parizu, ali je ta završila u drugom planu zbog prigovora o erotskoj naravi filma. Unatoč kontroverzama koje su pratile film i glumca, Akademija je ponovno nominirala Branda u kategoriji za najboljeg glumca.
Njegova karijera poslije je bila dosta prevrtljiva. Dobio je honorar od milijun dolara za ulogu pukovnika Kurtza u Apokalipsi danas. Na snimanju se trebao pojaviti mršav, u formi, te je trebao pročitati knjigu Srce tame. Pojavio se predebeo, a nije niti pročitao knjigu. Zbog toga je njegov lik sniman u sjeni, a većinu dijaloga je improvizirao. Nakon što je završio njegov tjedan snimanja, redatelj Francis Ford Coppola zamolio ga je da ostane još sat vremena, da snimi scenu u krupnom planu, dok govori "Užas, užas." Brando je pristao za dodatnih 75 tisuća dolara. Nakon snimanja ovog filma, njegova težina postala je jedan od presudnih faktora u izboru uloga.

### Kasnija karijera
Brando je glumio Jor-Ela, Supermanova oca, u prvom filmu Superman - bila je to uloga na koju je Brando pristao zbog izdašnog honorara i potvrde da neće morati čitati scenarij unaprijed te da će kamera prikazivati nešto drugo dok njegov lik govori.
Brando je nastupio u nastavku serijala, Superman II, ali producenti su mu odbili platiti veliki iznos kao za prvi film, pa je glumac zabranio da se prikazuju njegove scene. Međutim, nakon Brandove smrti taj dio filma ponovno je ubačen u redateljevu verziju filma 2006., Superman II: Verzija Richarda Donnera.
Dvije godine nakon njegove smrti, "reprizirao" je ulogu Jor-Ela u zadnjem nastavku serijala Superman: Povratak, u kojem je upotrijebljen nekorišteni arhivski materijal s Brandom u ulozi Jor-Ela iz prva dva filma. Osim toga, tokom filma korišten je i Brandov glas.
Drugi kasniji nastupi, kao u filmu Otok dr. Moreaua, zaradili su neke od najlošijih kritika u njegovoj karijeri. Iako je 1980. najavio glumačku mirovinu, nekoliko puta nastupao je u filmovima kao što su Suha sezona (za koji je opet nominiran za Oscara 1989.), Brucoš 1990. i Don Juan DeMarco 1995. 1992. Tim Burton mu je ponudio ulogu Pingvina u filmu Povratak Batmana. Brando je prihvatio, ali Warner Bros. nije odobrio nastup u filmu. U svojem zadnjem filmu, Tko je kome smjestio? (2001.), glumio je s prijateljem Robertom De Nirom.

## Privatni život
Brando je, osim po glumi, postao poznat i po svojim istupima u borbi za građanska prava, prava Indijanaca i za druge političke ciljeve. Zaradio je i reputaciju "lošeg dečka" zbog svojih javnih izljeva bijesa i lakrdija. U lipnju 1973., Brando je razbio čeljust paparazzu Ronu Galellu. Kasnije je Galella nosio kacigu za američki nogomet kad bi snimao Branda.
U svojoj autobiografiji Songs My Mother Taught Me, Brando tvrdi da se jedne noći pojavio u stanu Marilyn Monroe te da su tada počeli vezu koja je trajala više godina. Osim toga, tvrdio je da je imao brojne romanse, dok u svojoj autobiografiji o svojim brakovima, ženama i djeci, nije spomenuo ništa.
U njegovoj biografiji iz 1976. The Only Contender, autor Gary Carey je citirao Branda: Kao i mnogi muškarci, i ja također sam imao homoseksualnih iskustava, te se toga ne sramim. Fotografije koje su kružile internetom to su i potvrdile. Njegov dugogodišnji ljubavnik je navodno bio Wally Cox. Autor opet citira Branda: Da je Wally žena, oženio bih ga te bismo živjeli dugo i sretno. Nakon što je Cox umro, Brando je čuvao njegov pepeo 30 godina, a razasut je skupa s njegovim. Coxova treća žena to je otkrila tek kad je Brando dao intervju Timeu: "Imam Wallyjev pepeo u svojoj kući. Razgovaram s njim stalno." Htjela ga je tužiti, ali njezin odvjetnik nije htio prihvatiti slučaj.
1957. je oženio glumicu Annu Kashfi, vjerujući da ima indijansko podrijetlo, ali zapravo je bila iz Walesa i katoličkog podrijetla. Pravo ime bilo joj je Joan O'Callaghan. Uopće nije otkrila Brandu svoj pravi identitet, nego se obukla i uredila kao indijanska ljepotica nakon što je čula da Brando voli egzotične žene. Razveli su se 1959., nakon rođenja sina Christiana Branda.
1960. Brando se oženio s Movitom Castanedom, sedam godina starijom meksičkom glumicom; razveli su se 1962. Castaneda se pojavila u filmu Pobuna na brodu Bounty 1935., nekih 27 godina prije remakea iz 1962. u kojem je Brando nastupio kao Fletcher Christian. Brandovo ponašanje tijekom snimanja filma još je više pogoršao njegovu reputaciju "teške" zvijezde. Optužen je za promjenu redatelja i probijanje budžeta, iako je demantirao svoju odgovornost i za jedno i za drugo.
Iskustvo sa snimanja filma duboko je promijenilo Brandov život. Zaljubio se u Tahiti i narod na njemu. Zakupio je dio atola na 99 godina, na kojem je mislio izgraditi laboratorij za očuvanje okoliša i liječilište. Ljepotica s Tahitija, Tarita Teri'ipaia, koja je glumila ljubav Fletchera Christiana, postala je Brandova treća žena 10. kolovoza 1962., sa samo 20 godina. Tarita je bila 18 godina mlađa od Branda kad su se vjenčali. U članku iz časopisa Motion Picture iz 1961. Brando je opisao kako je bila naivna i priprosta. Tarita je postala majka dvoje njegove djece. Razveli su se u srpnju 1972. Brando je izgradio hotel na svom otoku; na Brandove zahtjeve prošao je mnoga redizajniranja, no sada je zatvoren. Novi hotel s 30 luksuznih vila trebao bi biti otvoren 2008.

### Djeca
- s Annom Kashfi:
  - Christian Brando (r. 1958. – u. 2008.)
- s Movitom Castaneda:
  - Miko C. Brando (r. 1961.)
  - Rebecca Brando Kotlinzky (r. 1966.)
- s Taritom Teri'ipaia:
  - Simon Teihotu Brando (r. 1963.)
  - Cheyenne Brando (r. 1970. – u. 1995.)
- posvajanjem:
  - Petra Brando-Corval (r. 1972.), kćer Brandove pomoćnice Caroline Barrett
  - Maimiti Brando (r. 1977.)
  - Raiatua Brando (r. 1982.)
- s Mariom Christinom Ruiz:
  - Ninna Brando (r. 1989.)
  - Myles Brando (r. 1992.)
  - Timothy Brando (r. 1994.)

### Skandali Brandova sina Christiana
U svibnju 1990., Christian je ubio Daga Drolleta, ljubavnika svoje polusestre Cheyenne, u obiteljskoj kući iznad Beverly Hillsa. Christian, koji je tada imao 31 godinu, tvrdio je da je pucnjava bila nesretan slučaj.
Nakon suđenja koje su naveliko popratili mediji, Christian je proglašen krivim za ubojstvo s predumišljajem i upotrebu vatrenog oružja. Osuđen je na 10 godina. Prije presude, Brando je u sat vremena nesuvislog svjedočenja, rekao kako su on i njegova bivša žena iznevjerili Christiana. Duboko se ispričao obitelji ubijenog: "Žao mi je... Kad bih mogao zamijeniti mjesto s Dagom, učinio bih to. Spreman sam za posljedice." Nakon toga, Drolletov otac rekao je kao je pomislio da je Brando glumio te da će se njegov sin "izvući od ubojstva." Tragedija je bila potpuna 1995., kad se Cheyenne, rekavši kako je još u depresiji zbog Drolletove smrti, objesila na Tahitiju u dobi od 25 godina. Christian nenadano umire 26. siječnja 2008. godine u Los Angelesu od upale pluća.

### Posljednje godine i smrt
Brandova ozloglašenost, problematična obitelj, samovoljni egzil iz Hollywooda i njegova debljina privlačile su sve veću pozornost nego njegova kasna glumačka karijera. Također je zaradio reputaciju problematičnog glumca na snimanju jer često nije htio ili nije mogao zapamtiti svoje rečenice. Osim toga, umjesto da se koncentrira na snimanje, često se sukobljavao s redateljima s djetinjastim zahtjevima. S druge strane, drugi glumci smatrali su ga plemenitim, duhovitim i kao podršku.
Brando je bio dugogodišnji prijatelj pjevača Michaela Jacksona te ga je često posjećivao na njegovom imanju Neverland, odmarajući se tamo tjednima. Sudjelovao je i na Jacksonovim koncertima povodom 30. obljetnice samostalnog djelovanja 2001., a pojavio se i u petnaestominutnom spotu You Rock My World iste godine. Brandov sin Miko bio je Jacksonov tjelohranitelj i asistent nekoliko godina, a ostao je i dobar prijatelj s njim.
1. srpnja 2004. Brando je umro u dobi od 80 godina od posljedica dijabetesa, a kasnije i raka. Kremiran je, a njegov pepeo rasut je na dva mjesta. Dio pepela rasut je na Tahitiju, a dio u Dolini smrti.

## Politika

### Građanska prava
1946., Brando je pružio potporu Židovima za svojom zemljom nastupivši u kontroverznoj pro-cionističkoj drami „A Flag Is Born“, koja je nastala 60 godina prije. Brandov nastup označio je tri najveća problema poratnog perioda: borbu za osnivanje židovske države, krijumčarenje preživjelih žrtava holokausta u Palestinu i borbu protiv rasne segregacije u Sjedinjenim Državama.
U kolovozu 1963. Brando se pridružio gomili u Maršu na Washington zajedno s prijateljima i zvijezdama Harryjem Belafonteom, Jamesom Garnerom, Charltonom Hestonom, Burtom Lancasterom i Sidneyjem Poitierom.
Nakon ubojstva Martina Luthera Kinga Jr., Brando je snažno podržao njegov rad. Činilo se kako bijeli, bogati i još velika zvijezda, 44-godišnji Brando, ima najviše za izgubiti, a najmanje dobiti. Ipak, malo nakon smrti dr. Kinga, Brando je najavio kako se povlači iz postave filma The Arrangement, koji se trebao početi snimati, kako bi se posvetio pokretu za građanska prava.
Brandova uloga u afro-američkom pokretu za građanska prava zapravo je počela prije Kingove smrti. Početkom šezdesetih Brando je donirao tisuće dolara pokretima za građanska prava i osnovao fondove za stipendije. U to vrijeme, Brando je već nastupao u filmovima koji su nosili poruku o ljudskim pravima: Sayonara, koji je govorio o međurasnoj ljubavi i filmu Ružni Amerikanac, koji opisuje upravljanje američkog vodstva u inozemstvu i njegov pogubni efekt na stanovnike stranih zemalja.

### Prigovori u vezi židovskih stereotipa
U siječanjskom izdanju Playboya iz 1979., Brando je izazvao kontroverze rekavši kako Židovi upravljaju Hollywoodom. "Vidjeli ste svaku rasu ocrnjenu, ali nikad niste vidjeli iskompromitiranog Židova jer oni ne dopuštaju da se to prikaže na filmu."
Slične navode je izrekao i u emisiji Larry King Show u travnju 1996., rekavši "Hollywood vode Židovi; on je u vlasništvu Židova, a oni bi trebali biti osjetljiviji prema problemima drugih koji pate. Jer su oni izrabljeni - vidjeli smo - vidjeli smo crnčuge i Digiće, vidjeli smo Kineze, vidjeli smo opasne kosooke Japance, vidjeli smo podmukle Filipince, vidjeli smo sve, ali nikad Židove. Zato što su znali da se tu povlači crta." King je odvratio, "Kad kažete - kad kažete nešto tako odobravate onim antisemitima koji kažu da su Židovi...", nakon čega ga je Brando prekinuo, "Ne, ne, ja ću biti prvi koji će iskreno pohvaliti Židova i reći 'Hvala Bogu na Židovima."
Abraham Foxman, predsjedatelj Aniklevetničke lige (ADL), odogovorio je kako bi Brando "trebao znati da je ono što je rekao očito pogrešno, izrazito uvredljivo te ide na ruku antisemitima i njihovim zadrtim pristašama. Njegovi komentari potenciraju stoljetnu laž o židovskoj kontroli i zavjeri, a njegovo korištenje antisemitskih epiteta je štetno za sve Židove."
Iako se Brandove izjave, izvađene iz konteksta, mogu smatrati uvredljivima, on je cijeli život poštovao Židove što može potvrditi njegova veza s obitelji Stelle Adler i drugima. U svojoj autobiografiji Songs My Mother Tought Me, zapisao je: 'Jedan od najvećih misterija koji me mučio je taj kako su Židovi, koji čine tako mali dio svjetske populacije, uspjeli postići toliko te se istaknuti na toliko područja - znanosti, glazbi, medicini, književnosti, umjetnosti, biznisu i još koječemu... Oni su nevjerojatan narod. Zamislite progon koji su proživljavali stoljećima: pogrome, paljenja hramova, kozačke ustanke, uništavanje obiteljskih korijena, njihovo raspršivanje po svijetu i holokaust. Ipak, njihova kultura je preživjela, a Židovi su postali najobrazovaniji narod per capita koji je svijet ikad imao.'

## Nagrade i nominacije

### Oscari
- Nominiran: Najbolji glumac, Tramvaj zvan čežnja (1951.)
- Nominiran: Najbolji glumac, Viva Zapata! (1952.)
- Nominiran: Najbolji glumac, Julije Cezar (1953.)
- Osvojio: Najbolji glumac, Na dokovima New Yorka (1954.)
- Nominiran: Najbolji glumac, Sayonara (1957.)
- Osvojio: Najbolji glumac, Kum (1972.) Brando je za svoju izvedbu osvojio Oscara za najboljeg glumca, ali ga je odbio i tako postao drugi glumac koji je to učinio (prvi je bio George C. Scott za Pattona). Brando je bojkotirao dodjelu poslavši umjesto sebe indijansku aktivisticu Sacheen Littlefeather. Sacheen je obrazložila Brandove motive: Brando je prigovarao na prikaz Indijanaca od strane Hollywooda u televizijskim serijama, filmovima i reprizama.[10]
- Nominiran: Najbolji glumac, Posljednji tango u Parizu (1973.)
- Nominiran: Najbolji sporedni glumac, Suha sezona (1989.)

### BAFTA nagrade
- Osvojio: Najbolji strani glumac, Viva Zapata! (1953.)
- Osvojio: Najbolji strani glumac, Julije Cezar (1954.)
- Osvojio: Najbolji strani glumac, Na dokovima New Yorka (1955.)
- Nominiran: Najbolji strani glumac, Mladi lavovi (1959.)
- Nominiran: Najbolji glumac, The Nightcomers (1973.)
- Nominiran: Najbolji glumac, Kum (1973.)
- Nominiran: Najbolji glumac, Posljednji tango u Parizu (1974.)
- Nominiran: Najbolji sporedni glumac, Suha sezona (1990.)

### Emmy nagrade
- Osvojio: Najbolji sporedni glumac u seriji ili specijalu, Korijeni: Nove generacije (1979.)

### Zlatni globusi
- Osvojio: Najbolji glumac u drami, Na dokovima New Yorka (1955.)
- Nominiran: Najbolji glumac u mjuziklu ili komediji, Čajanka na mjesečini (1957.)
- Nominiran: Najbolji glumac u drami, Sayonara (1958.)
- Nominiran: Najbolji glumac u drami, Ružni Amerikanac (1964.)
- Osvojio: Najbolji glumac u drami, Kum (1973.)
- Nominiran: Najbolji sporedni glumac, Suha sezona (1990.)

### Filmski festival u Cannesu
- Osvojio: Najbolji glumac - Viva Zapata! (1954.)

## Vanjske poveznice
- Službena stranica Marlona Branda  Arhivirana inačica izvorne stranice od 20. ožujka 2008. (Wayback Machine)
- Marlon Brando u internetskoj bazi filmova IMDb-u (engl.)
- Marlon Brando na Internet Broadway Databaseu (engl.)
- Marlon Brando na Notable Names Databaseu (engl.)
- Brandova tribute stranica  Arhivirana inačica izvorne stranice od 6. srpnja 2007. (Wayback Machine)
- Brandova rana karijera
- Brandoland  Arhivirana inačica izvorne stranice od 6. srpnja 2007. (Wayback Machine)
- Citati iz intervjua za Newsweek, 13. ožujka 1972.  Arhivirana inačica izvorne stranice od 1. lipnja 2009. (Wayback Machine)
- Court TV: Christian Brando: Holivudska obiteljska tragedija  Arhivirana inačica izvorne stranice od 5. prosinca 2004. (Wayback Machine)
- Premiere: Prisjećanje na Branda  Arhivirana inačica izvorne stranice od 19. studenoga 2008. (Wayback Machine)
- Miko Brando i Keya Morgan spašavaju Brandov Rolodex  Arhivirana inačica izvorne stranice od 29. rujna 2007. (Wayback Machine)